# Daesun Jinrihoe
Daesun Jinrihoe (del coreano: 대순진리회), que en sus publicaciones en inglés recientemente ha usado la transliteración Daesoonjinrihoe y desde 2017, Daesoon Jinrihoe, es uno de los nuevos movimientos religiosos coreanos, fundando en abril de 1969 por Park Han-gyeong, conocido por sus seguidores como Park Wudang (박한경) (1917–96, o 1917-95 de acuerdo con el calendario lunar usado por el movimiento). El pensamiento del Daesoon pretende ser un sistema de verdad exhaustiva que representa el Gran Dao de “resolución de ofensas y reciprocidad de gratitud en beneficio mutuo”.

## Historia
Daesoon Jinrihoe es el mayor de entre los más de cien diferentes movimientos religiosos coreanos, constituyendo el grupo de nuevas religiones conocidas como Jeungsanismo, originados de las actividades de Kang Jeungsan (Gang Il-Sun, 1871-1909) de quien sus seguidores creen que es el Dios Supremo encarnado. Después de la muerte de Kang en 1909, cada uno de sus discípulos principales y algunos de sus parientes, establecieron nuevas religiones diferentes, que a su vez se fragmentaron en grupos rivales de los cuales, el más activo fuera de Corea es el Jeung San Do, que fue fundado en 1974. El Jeung San Do (Jeungismo) es más conocido internacionalmente, pero menos ampliamente seguido dentro de Corea, donde Daesoon Jinrihoe ha concentrado sus actividades.: 83 
Paradójicamente, la rama más numerosa no se originó de un discípulo directo de Kang. Está fue iniciada por Jo Cheol-Je, conocido por sus discípulos como Jo Jeongsan (1895-1958), quien jamás conoció personalmente a Kang pero afirmó que recibió una revelación de él en 1917. Eventualmente, él fue reconocido como el misterioso sucesor que Kang había anunciado en sus profecías, y avalado por la hermana del difunto Kang (Seondol, ca. 1881-1942), por su madre (Kwon, 1850-1926) y por su hija (Sun-Im, 1904-1959), aunque la hija eventualmente fundó su propia rama por separado. Los seguidores de Jo Jeongsan afirman que en 1909, Kang vio pasar un tren en el que iba a bordo el joven Jo Jeongsan, y dijo: “Un hombre puede hacer todo a la edad de 15 años si puede mantener su tarjeta de identificación (hopae) con él.” Los discípulos de Jo Jeongsan después afirmaron que estas palabras equivalieron a una ratificación de Jo Jeungsan como sucesor de Kang.
Jo reunió a un número considerable de seguidores y estableció proyectos agrícolas de reclamo de tierras en las islas Anmyeondo y Wonsando con el objetivo de mejorar la situación de sus discípulos. En 1925 incorporó legalmente su orden religiosa, Mugeukdo en Jeongeup. Sin embargo, Corea se encontraba bajo la ocupación japonesa y debido a la hostilidad de Japón hacia nuevas religiones, Jo decidió disolver Mugeukdo en 1941. Después de la Segunda Guerra Mundial, Japón se retiró de Corea y en 1948 Jo pudo reconstituir la orden, cambiando su nombre a Taegeukdo en 1950. La nueva sede fue establecida en Busan, inicialmente en el centro de la ciudad y después, debido a nuevas regulaciones de zonificación, fueron reubicadas en el suburbio que llegó a llamarse Villa Taegeukdo.
Jo falleció el 6 de marzo de 1958. Inicialmente, la mayoría de sus seguidores aceptaron que él había designado como su sucesor a Park Han-Gyeong, después conocido como Park Wudang (1917-1996, o 1917-95 de acuerdo con el calendario lunar usado por el movimiento), quien era un maestro de escuela que se unió al movimiento después de la Segunda Guerra Mundial, después de haber sido forzado a unirse al ejército japonés. El Taegeukdo continuó como un movimiento unido bajo la dirección de Park por diez años desde 1958 hasta 1968. En 1968 un movimiento crítico de Park fue dirigido por Jo Yongnae (1934-2004), uno de los hijos de Jo Jeongsan. Eventualmente las dos facciones se separaron. Los seguidores de Jo Yongnae conservaron el nombre de Taegeukdo y su sede en la Villa Taegeukdo, mientras que Park incorporó en 1969 una nueva orden religiosa bajo el nombre de Daesoon Jinrihoe con sede en el Templo Junggok en Junggok-dong en Seúl. Además de la facción de Taegeukdo dirigida por Jo Yongnae y de la de los seguidores de Park, que eventualmente se volvieron parte de Daesoon Jinrihoe, un tercer grupo debe de ser mencionado. Este incluye a aquellos miembros de Taegeukdo que trataron de promover una reconciliación entre las dos facciones y pedían el regreso de Park a la Villa Taegeukdo. Aquellos en este tercer grupo, formaron en agosto de 1969, una asociación llamada “Taegeukdo-jeongsin-hoe” (Asociación del espíritu Taegeukdo), que a su vez cambió su nombre a “Taegeuk Jinrihoe” en marzo de 1971. Alrededor de 1972, Taegeuk Jinrihoe fue disuelta por sus miembros, quienes decidieron unirse a Daesoon Jinrihoe.
Bajo la dirección de Park, Daesoon Jinrihoe tuvo un éxito espectacular. De acuerdo a algunas referencias se volvió la religión nueva más grande de Corea. En 1968 un nuevo templo fue inaugurado en Yeoju, seguido en 1991 por la Universidad de Daejin y después por otros templos. En 1993 la sede del movimiento fue movida al Templo Central de Yeoju.

## Cismas
Park murió en 1996 (1995 según el calendario lunar) sin haber nombrado a un sucesor. Muchos de sus seguidores habían creído que alcanzarían el estado de dotong, o de unión perfecta con el Tao durante la vida de Park. Estos se opusieron fuertemente a nombrar a un sucesor de Park y esto dio paso a controversias. Sin embargo, la razón principal de las disputas, de la que ya había motivos antes de la muerte de Park Wudang, tantos que incluso ya se habían manifestado algunas divisiones durante sus últimos años, fue una controversia sobre la divinización de Park Wudang (sobre si él debía ser adorado como dios o identificado como Buda Maitreya) junto con Kang Jeungsan y Jo Jeongsan, quienes a su vez ya habían sido divinizados. Aquellos que apoyaban la divinización eran guiados por Yi Yu-jong (1936-2010) quien era el director del Templo Central de Yeoju y que también fue acusado por malas prácticas administrativas por sus opositores. El 16 de julio de 1999 un número de líderes de la facción opositora a Yi (las estimaciones varían de 150 a 1,500 o 2,000) ) se reunieron en la sede en Yeoju y le pidieron a Yi que renunciara. Se detonó un enfrentamiento y se llamó a la policía, quien finalmente tuvo que escoltar a Yi fuera del templo. La policía volvió a intervenir de nuevo en enero del 2000 cuando la facción de Yi intentó retomar la sede de Yeoju sin tener éxito.: 82  Sin embargo, los seguidores de Yi lograron tomar control del templo Junggok de Daesoon Jinrihoe en Seúl donde Yi se autoproclamó como el sucesor de Park. A su vez, la mayoría del grupo insistía en que Park no había designado sucesor y organizaron una dirección colegial del movimiento.
Eventualmente, el grupo de Yi experimentó más cismas y Daesoon Jinrihoe se dividió en al menos 5 facciones: una de ellas, que incluía a la mayoría de los seguidores de Park, se oponía a su deificación y mantuvieron la sede en Yeoju. Mientras que los otros cuatro grupos principales que estaban a favor de considerar a Park ya sea un dios o el Buda Maitreya permanecieron con sus sedes en el templo Junggok en Seúl, en Pocheon, Pohang y Goesan-gun, respectivamente. La última rama se conoce ahora como Daejin Sungjuhoe. En 2013, se reunió un consejo en Yeoju para "normalizar" la administración del orden, y asistieron las ramas de Yeoju, del Templo Junggok de Seúl y de Pocheon. No llegaron a un acuerdo sobre sus problemas doctrinales pero acordaron una administración conjunta de la Universidad de Daejin y del Hospital de Jesaeng, uno de los mayores componentes del sistema de salud de Daesoon Jinrihoe.
Estos problemas internos no detuvieron la expansión del movimiento. En 1997 una estatua gigante del Buda Maitreya fue entronada en el Templo Geumgangsan Toseong que fue completado en 1996 en el área montañosa de Geumgang, donde Park Wudang fue enterrado. Los sistemas de educación y de salud también se expandieron. El movimiento también desarrolló un enfoque distintivo de artes visuales en la decoración de sus templos y en la producción de pinturas sagradas, combinando temas tradicionales de Budismo Coreano y arte folklórico.

## Creencias
La doctrina de Daesoon Jinrihoe está basada en una historia sagrada. Mientras el mundo estaba en una situación miserable, el sacerdote misionero católico Matteo Ricci intentó solucionar los problemas mediante la difusión del Cristianismo y construir un paraíso terrenal en China. Debido a la corrupta situación del Confucianismo, Ricci falló, pero su misión abrió una puerta a través de la cual los Espíritus Divinos del Oriente pudieron viajar al Occidente. Esto fue en gran medida responsable del progreso cultural y científico del Occidente. Sin embargo, eventualmente ambos, el Oriente y el Occidente, sucumbieron al materialismo, la avaricia y las guerras.
Como consecuencia, todos los espíritus divinos pidieron a Sangje, el Dios Supremo, que interviniera directamente. Sangje emprendió una “Gran Iteración” donde reordenó los tres reinos: el del Cielo, el de la Tierra y el de los Seres Humanos. Él descendió al Occidente, de donde partió al Oriente y llegó a Corea. Ahí se quedó durante treinta años en la estatua gigante del Buda Maitreya en el Salón Maitreya del Templo Geumsansa. Durante este tiempo, él reveló sus enseñanzas divinas y sus planes para un orden celestial a Choe Je-u (1824-1864), el fundador de la nueva religión más antigua de Corea, Donghak. La misión de Choe, tal como la de Ricci siglos antes, falló por la resistencia del sistema confuciano. Entonces Sangje retiró su mandato celestial de sobre Choe (quien fue ejecutado en 1864) y en 1871 se encarnó como Kang Jeungsan.
Los seguidores del Daesoon Jinrihoe entonces creen que Kang Jeungsan (Gang Il-Sun) era Sangje, o el Dios Supremo, en forma humana y que Sangje descendió a la Tierra y asumió forma humana al final del siglo XIX para renovar a los seres humanos y construir un Paraíso Terrenal a través de sus Chenji-gongsa (Obras de Reordenamiento del Universo). Para lograr este objetivo se necesitaba una organización religiosa, y el Daesoon Jinrihoe cree que fue creado a través de la sucesión en la religiosidad ortodoxa primero por Jo Jeongsan y después por Park Wudang.
El Daesoon Jinrihoe articula su doctrina en cuatro principios que son: “concordancia virtuosa del yin y el yang”, “unión armoniosa entre los seres divinos y los seres humanos”, “resolución de los agravios para beneficio mutuo” y la “perfecta unificación con el Dao”. Se cree que estos cuatro principios contienen en ellos mismos todas las enseñanzas de Sangje. Algunos estudiosos creen que el tercer principio “resolución de los agravios para beneficio mutuo” (Haewon sangsaeng, 解冤相生) es la enseñanza más distintiva del Daesoon Jinrihoe. Este enseña que, ya que Kang Jeungsan abrió el camino para resolver el problema de los agravios, los humanos deben de hacer su parte al “cultivarse” ellos mismos propagando la verdad y evitando la creación de nuevos agravios. El camino de “cultivarse” se representa en los templos del Daesoon Jinrihoe a través del Simudo, pinturas en donde el camino espiritual es descrito a través de la metáfora de buscar a un buey blanco.
Las enseñanzas del Daesoon Jinrihoe son, en cierta medida, similares al Confucianismo, incluyendo un énfasis en la sinceridad, reverencia y confianza, pero el Daesoon Jinrihoe diverge del patriarcado y jerarquía social que caracterizan al Confucianismo. El Daesoon Jinrihoe se basa en terminología e ideas que pueden ser encontradas en todas las tradiciones religiosas de Corea. El académico estadounidense Don Baker la llamó la “la religión Coreana por excelencia”, argumentando que el Daesoon Jinrihoe es “más que la suma de sus partes”: no es Budista, no es Confuciana, no es Daoista, no es inspirada por el Cheondogyo y no es chamanística, pero es todas estas juntas y más. Como fue mencionado anteriormente, las ramas de la religión que divinizan a Park Wudang creen en una Trinidad (similar a las creencias de otra religión Coreana, el Taejonggyo),: 120 , en este caso compuesta de Kang Jeungsan, Jo Jeongsan, y Park Wudang.: 82–83 . 
Sus seguidores creen que habrá una "Gran Transformación" después de la cual los humanos vivirán en un universo sin pobreza, enfermedad o guerra, y con los seres divinos y los seres humanos existiendo en un estado de unificación.: 121  Tienen un mantra llamado "T'aeulju", el cual creen que acelera la unificación con el Dao.: 131  Predicciones sobre una fecha específica para el "Gaebyeok|kaebyŏk" (개벽, literalmente “amanecer de una nueva edad”) o entrada al paraíso terrenal han sido prohibidas por el movimiento. Sin embargo, algunos seguidores todavía estaban involucrados con estas predicciones en los 1980s y 1990s, incluyendo una conexión con los Juegos Olímpicos de Seúl 1988.: 79 

## Actividades
El Daesoon Jinrihoe cree que el principio de Haewon sangsaeng debe de ser realizado en práctica a través de tres actividades sociales principales: ayuda caritativa, beneficencia social y educación. Este movimiento es conocido en Corea por sus centros de servicios médicos y beneficencia para ancianos, incluido el Hospital Jesaeng, así como por sus establecimientos educativos, que incluyen a la Universidad de Daejin, que fue fundada en 1991, y seis preparatorias. Además de las actividades espirituales, el movimiento también hace campañas sobre asuntos como el ambiente, la igualdad de género, la reunificación de Corea y el lograr la paz mundial.
Cada mes, los miembros del Daesoon Jinrihoe hacen una contribución monetaria que se manda en su totalidad a la oficina central. El movimiento reporta que más del 70% del dinero recolectado es destinado a tres actividades principales: ayuda y caridad, bienestar social y educación; y que un total de más de 660 mil millones de wons (alrededor de 560 millones de dólares) fueron destinados a dichos rubros en los 39 años entre 1975 y 2013. El movimiento también afirma que el Daesoon Jinrihoe “es una religión práctica que activamente pone sus doctrinas en acción y que sus actividades influyen y contribuyen más que otras religiones en Corea en relación a su tamaño.”

## Membresía
La religión tiene seguidores de entre una gran variedad de clases. Afirma tener una membresía de seis millones, aunque una encuesta realizada en 1995 por el Chosun Ilbo encontró que tenía 67,632 seguidores (la sexta detrás del Budismo Won que cuenta con 84,918 seguidores). Un censo en 2005 reveló que menos de 35,000 coreanos dijeron creer en religiones derivadas de Kang Jeungsan, siendo el Daesoon Jinrihoe una de ellas.: 86–87  La encuesta y el censo pudieron haber subestimado el número de seguidores debido a la falta de una categoría específica para el Daesoon Jinrihoe y otras nuevas religiones y porque sus seguidores han decidido dejar de considerarse a sí mismos como afiliados a una religión.: 77 
Para mediados de los 1990s, el Daesoon Jinrihoe tenía más de 1,500 centros y la sede en Yeoju podía albergar a 10,000 personas.: 77  En 2017 ya había más de 2,000 centros. El crecimiento de la religión ha sido atribuido a su culto a los ancestros, a su énfasis en la auto-cultivación, mesianismo e iluminación, un enfoque en el presente y al estable sistema de su organización.: 78  De acuerdo con Don Baker “la doctrina del Daesoon Jinrihoe también adquiere poder persuasivo por su enfoque en las preocupaciones éticas que han estado en el centro de la religiosidad coreana por milenios”.

## Críticas
Las críticas hacia el Daesoon Jinrihoe vienen principalmente de religiones rivales del linaje de Kang Jeungsan y de medios de comunicación coreanos hostiles a las nuevas religiones locales en general. Incluso se ha argumentado que es desde ahí de donde encontró un eco en los trabajos de académicos occidentales como John Jorgensen. Los miembros del Daesoon Jinrihoe se hicieron el hábito de reclutar seguidores en las principales librerías o en el metro de Seúl. Estos miembros le preguntaban a los paseantes si estaban interesados en el pensamiento oriental y los invitaban a conocer más sobre el tema sin mencionar al Daesoon Jinrihoe. A mediados de los 1990s la rama principal del Daesoon Jinrihoe confrontó estos problemas y prohibió totalmente actividades misioneras en lugares públicos. Sin embargo, estas prácticas siguen siendo llevadas a cabo por otras ramas.